# Emilia Carranza
Emilia Carranza (Ciudad de México, Meksiko, 12. rujna 1940.) meksička je filmska i televizijska glumica.

## Filmografija

### Filmovi
- Pepito y los robachicos
- Los hijos del divorcio
- Mictlan o la casa de los que ya no son
- Santo vs. las lobas
- Herederos en aprietos
- El prófugo
- La víbora

### Serije
- La mujer dorada — Pantera[3]
- Sor Juana Inés de la Cruz
- Un ángel en el fango — Estela
- María, la del barrio — Raymunda Robles del Castillo
- El niño que vino del mar — Regina
- Carita de ángel
- El precio de tu amor — Yolanda
- Niña amada mía — Socorro de Uriarte
- Amarte es mi pecado — Pilar Cansino
- Barrera de amor — Josefina Maldonado
- Mujer, casos de la vida real[4]
- Zacatillo, un lugar en tu corazón — Martha Romero